# Косуаков, Айбек Косуакович
Айбек Косуакович Косуаков (каз. Айбек Қосұақұлы Қосұақов; род. 15 октября 1975 года; Уштаган, Мангышлакская область, Казахская ССР) — казахстанский политический деятель, аким города Жанаозена Мангистауской области (2022—2024).

## Биография
Окончил Каспийский государственный университет им. Ш. Есенова по специальности «Бурение нефтяных и газовых скважин», Университет транспорта и права им. Кунаева по специальности «Экономист». В 1997—2001 гг. работал оператором в нефтедобывающей компании «Каражанбасмунай». В 2001—2004 гг. индивидуальный предприниматель. В 2004—2006 гг. исполнительный директор АО «Жазық». С 2007 г. по январь 2020 года — председатель правления компании «Таушық ауыл шаруашылығы», занимающейся разведением верблюдов.
В 2012—2016 гг. — депутат Тупкараганского районного маслихата V созыва.
21 января 2020 года — 5 апреля 2022 года — аким Тупкараганского района Мангистауской области.
5 апреля 2022 года — февраль 2024 года — аким города Жанаозена Мангистауской области.